# Indeks Jaccarda

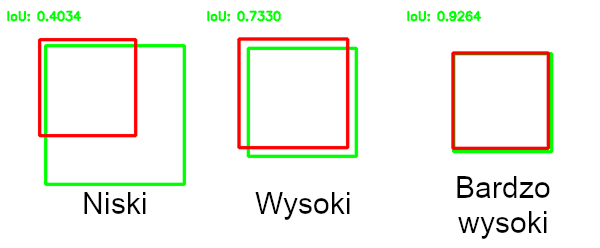
Geometryczna wizualizacja Indeksu Jaccarda. Przedstawia trzy pary nakładających się kwadratów reprezentujących zbiory odpowiednio o niskim, wysokim i bardzo wysokim Indeksie Jaccarda.

Indeks Jaccarda, współczynnik podobieństwa Jaccarda – statystyka używana do porównywania zbiorów.
Współczynnik Jaccarda mierzy podobieństwo między dwoma zbiorami i jest zdefiniowany jako iloraz mocy części wspólnej zbiorów i mocy sumy tych zbiorów:
{\displaystyle J(A,B)={\frac {|A\cap B|}{|A\cup B|}}.}
Wartości przyjmowane przez współczynnik Jaccarda zawierają się w podzbiorze zbioru liczb rzeczywistych <0,1>. Jeśli współczynnik Jaccarda przyjmuje wartości bliskie zeru, zbiory są od siebie różne, natomiast gdy jest bliski 1, zbiory są do siebie podobne.